# Walter Fuller
Walter "Rosetta" Fuller (Dyersburg, 15 februari 1910- San Diego, 20 april 2003) was een Amerikaanse jazz-trompettist en zanger. Hij speelde lange tijd bij het orkest van Earl Hines.
Fuller speelde mellofoon, voordat hij overstapte op de trompet. Hij speelde vanaf zijn veertiende in medicine shows en aan het eind van de jaren twintig was hij actief bij Sammy Stewart. In 1930 verhuisde hij naar Chicago, waar hij kort speelde bij de groep van Irene Eadie en in 1931 ging hij werken bij Earl Hines. Hij speelde hier, op een korte periode bij Horace Henderson na, tot 1940. In dat jaar formeerde hij een eigen groep die speelde in Grand Terrace (Chicago) en Radio Room (Los Angeles). In zijn band speelden onder meer Gene Ammons, Rozelle Claxton, Quinn Wilson en Omer Simeon. Hij leidde meer dan tien jaar bands aan de westkust en was daarna als trompettist en zanger actief in San Diego.
Fuller had de bijnaam "Rosetta" te danken aan zijn zang op de Hines-opname "Rosetta" in 1934.